# Schaaktitel
In het schaken wordt door een schaaktitel aangegeven dat iemand een bepaalde sterkte bereikt heeft. De meeste titels zijn internationaal en worden uitgereikt door de wereldschaakorganisatie FIDE, met grootmeester als belangrijkste titel. In sommige landen hanteren de nationale schaakbonden echter ook nationale titels. 

## Internationale schaaktitels
De volgende schaaktitels worden gehanteerd door FIDE:
- grootmeester (GM)
- internationaal meester (IM)
- FIDE-meester (FM)
- kandidaat-meester (CM)
- vrouwengrootmeester ('woman grandmaster', WGM)
- internationaal vrouwenmeester ('woman international master', WIM)
- vrouwen-FIDE-meester (WFM)
- vrouwen-kandidaat-meester (WCM)
- eregrootmeester ('honorary grandmaster', HGM)
- eremeester ('honorary master', HM)
- erevrouwengrootmeester ('honorary woman grandmaster', HWGM)
- erevrouwenmeester ('honorary master', HWM)

Deze titels worden uitgereikt op basis van behaalde resultaten in toernooien en kampioenschappen, ofwel op basis van de FIDE-rating. Vrouwelijke schakers kunnen zowel een algemene titel bemachtigen als een van de speciaal voor vrouwen bestemde titels.
Wat betreft de ratings staan de normen in onderstaande tabel. Daarnaast geldt dat er voor de titels IM, GM, WIM en WGM ook normen in twee toernooien moeten worden behaald. De titels HGM, HM, HWGM en HWM worden verleend aan mensen met een verdienste in de schaaksport. Deze titels worden verstrekt gedurende een FIDE-congres en hebben geen voorafgestelde normen.
| Schaker | Minimale FIDE-rating | Schaakster | Minimale FIDE rating |
| ------- | -------------------- | ---------- | -------------------- |
| CM      | 2200                 | WCM        | 2000                 |
| FM      | 2300                 | WFM        | 2100                 |
| IM      | 2400                 | WIM        | 2200                 |
| GM      | 2500                 | WGM        | 2300                 |

Daarnaast bestaan er aparte titels voor schaakcompositie en voor correspondentieschaken.

## Nationale schaaktitels
In sommige landen reiken de de schaakbonden ook nationale schaaktitels uit, de zogenaamde "nationale meesters". Deze worden enkel erkend door hun nationale schaakbond, maar niet door FIDE. Onder meer de Amerikaanse, Canadese en Nieuw-Zeelandse schaakbond verlenen nationale schaaktitels. Ook in de Sovjet-Unie was dit een gangbare praktijk.
In verschillende landen, waaronder België, Nederland, Ierland en Australië, bestond er voorheen een systeem van nationale titels, maar zijn deze door een gebrek aan belang of behoefte in onbruik geraakt.